# OGLE-TR-10
OGLE-TR-10 ist ein 4500 Lichtjahre von der Erde entfernter Hauptreihenstern im Sternbild Schütze. Er weist eine scheinbare Helligkeit von ca. 16 mag auf. OGLE-TR-10 zeigt eine vergleichsweise hohe Röntgenleuchtkraft von rund 30 erg/s. Im Rahmen des OGLE-Projektes wurde ein Exoplanet entdeckt, der diesen Stern umkreist und mit OGLE-TR-10 b bezeichnet wird.